# تیم ملی فوتبال کنگو
تیم ملی فوتبال کنگو نماینده کشور کنگو در مسابقات بین‌المللی و آفریقایی است که زیر نظر فدراسیون فوتبال جمهوری کنگو فعالیت می‌کند.
اولین بازی رسمی این تیم در تاریخ ۱۳ آوریل ۱۹۶۰ میلادی در برابر تیم ملی فوتبال رئونیون برگزار شده است.